# Lenzicarcinus
Lenzicarcinus is een geslacht van kreeftachtigen uit de klasse van de Malacostraca (hogere kreeftachtigen).

## Soort
- Lenzicarcinus struncki Burukovsky, 2005